# 金蓮院 (葛飾区)
金蓮院（こんれんいん）は、東京都葛飾区にある真言宗豊山派の寺院。新四国四箇領八十八箇所霊場第31番札所。

## 概要
永正年間（1504年～1521年）、賢秀によって開山された。「本寺」の格式を持つ寺であった。
当寺は度々火災に遭ったが、寺宝の弘法大師の肖像画は自ら飛び出して難を逃れたという逸話から「火伏の大師」との異名をもつ。
当寺には寺子屋が置かれ、1874年（明治7年）に欣和学校（現在の葛飾区立金町小学校）に転換した。

## 交通アクセス
- 金町駅より徒歩7分（経路案内）。